# 曼代靈語

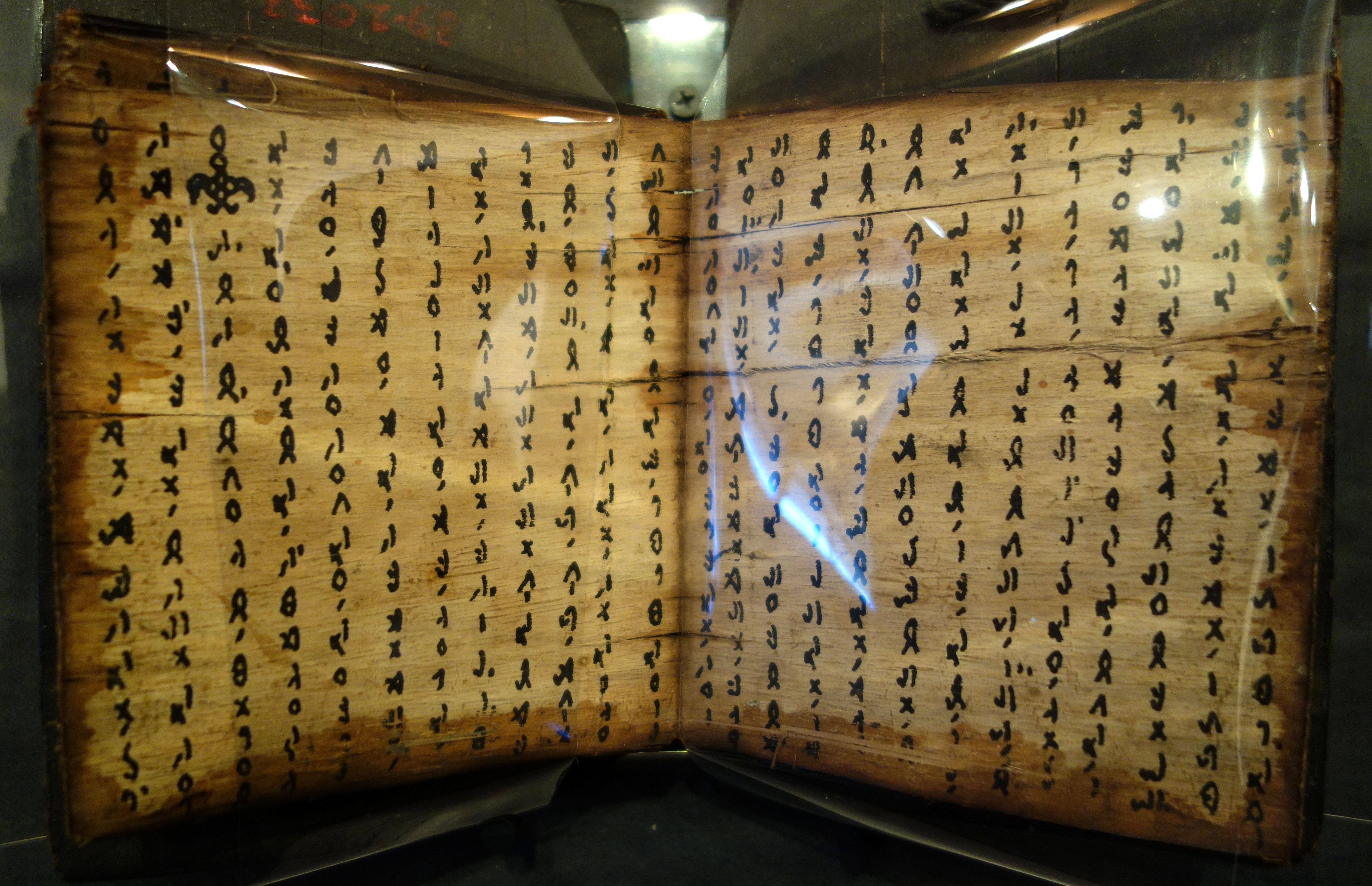
1800年代之前的曼代靈語文献.

曼代靈語（曼代靈語: Hata Mandailing），又称曼代靈巴塔克語 （Batak Mandailing），屬於南島語系，是印度尼西亞蘇門答臘島北部的一種語言，主要使用於北蘇門答臘省曼代靈納塔爾縣、北巴东拉瓦斯县、巴东拉瓦斯县、拉布汉巴都县、北拉布汉巴都县、南拉布汉巴都县及廖內省西北部地區。曼代靈語曾使用巴塔克文字书写，後採用拉丁文字。